# Winken

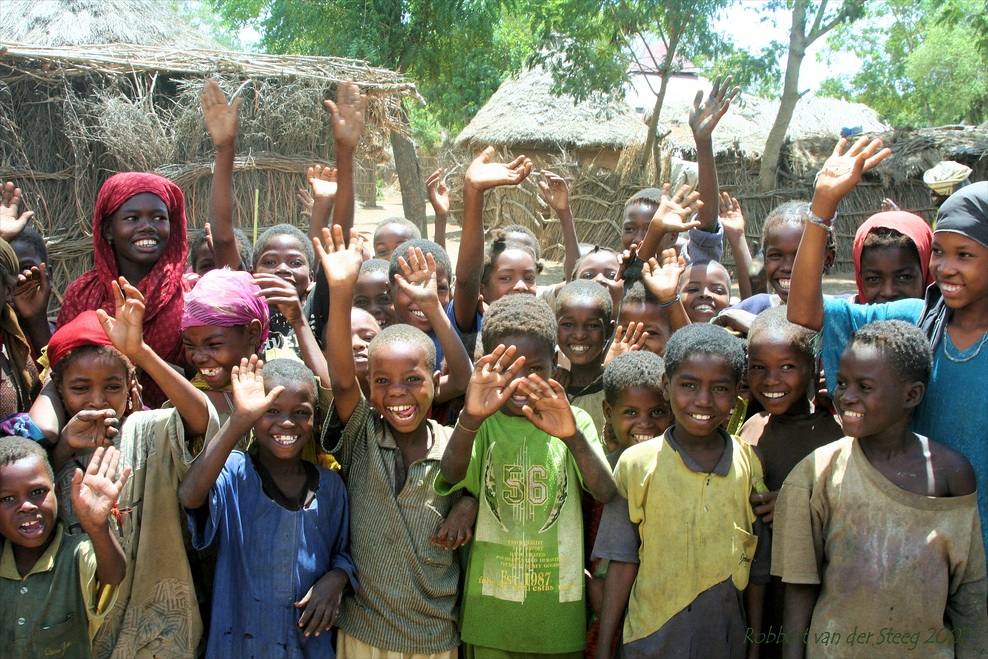
Winkende Kinder in Somalia

Unter Winken wird eine Geste verstanden, die der visuellen Begrüßung dient oder die Aufmerksamkeit anderer Menschen erreichen soll. Dabei wird die Hand einmal oder mehrmals von links nach rechts und zurück bewegt. Der Vorteil des Winkens gegenüber akustischen Begrüßungen ist die bessere Wahrnehmung auf große Distanzen. Akustische Begrüßung und Winken können auch miteinander verbunden werden. Als Begrüßung winkt man normalerweise nur mit einer Hand. Das Winken mit beiden Händen dient meistens allein zur Aufmerksamkeitserregung. Winken dient auch dem Abschied.